# Dolmens des Vézinies
Les dolmens des Vézinies sont un groupe de cinq dolmens situés à Salles-la-Source, dans le département français de l'Aveyron.

## Historique
Le dolmen n°3 est inscrit au titre des monuments historiques en 1997.